# 晏幾道
晏 幾道（あん きどう、1038年 - 1110年）は、北宋の詞人。字は叔原、号は小山である。撫州臨川県沙河（現在の江西省南昌市進賢県文港鎮）の出身。父の晏殊と共に二晏と称される。

## 経歴
晏殊の七男として生まれた。代表作に詞集『小山詞』がある。
晏幾道は50歳頃に潁昌府許田鎮監になった。